# Kościół św. Wojciecha i św. Stanisława w Burzeninie
Kościół pw. św. Stanisława i św. Wojciecha – kościół parafialny parafii św. Wojciecha i św. Stanisława w Burzeninie. Należy do dekanatu złoczewskiego w diecezji kaliskiej.
Kościół znajduje się w południowej części Burzenina, nieopodal rynku, przy ulicy Kościelnej.

## Historia
Został ufundowany przez biskupa chełmińskiego Stanisława Pstrokońskiego i jego brata Macieja Pstrokońskiego, stolnika sieradzkiego. Zawarli oni w 1641 r. umowę z budowniczym o nazwisku Bustom z Gidel. Rok później przystąpiono do jego budowy na miejscu poprzedniego drewnianego kościoła pw. św. Krzyża i św. Katarzyny. Kościół został konsekrowany w 1647 r. i poświęconemu dziewięciorgu świętym: Wojciechowi, Stanisławowi, Ignacemu, Franciszkowi, Barbarze, Katarzynie, Rozalii, Teresie i Annie. Był połączony w jeden system obronny wraz ze znajdującym się niedaleko dworskim zespołem obronnym. Budowla znacznie ucierpiała podczas działań wojennych w 1711 (Wojciech Pstrokoński bronił się wtedy przed Szwedami na zamku burzenińskim) i 1812 (przez Burzenin przechodziły wtedy wojska francuskie, saskie, westfalskie i inne).
W 1917 r., staraniem i nakładem proboszcza ks. Józefa Szymanowskiego, kościół został rozbudowany i wyremontowany po wojennych zniszczeniach - dobudowano nawy boczne nakryte wspólnym dachem, zmieniono wygląd bryły zewnętrznej, portalu głównego (którego stary wygląd odtworzono w portalach bocznych) i kaplicy południowej - ośmiobocznej, przykrytej kopułą. Świątynia została zrujnowana w czasie okupacji hitlerowskiej, a w 1945 r. Sowieci zniszczyli hełm na wieży kościoła, który odbudowano ze stali w 1978 r., według projektu A. Poniatowskiego. Przysadzisty hełm, przerwany arkadową latarnią z cebulastym zwieńczeniem, opatrzony jest na szczycie krzyżem na kuli i metalowym wiatrowskazem, przedstawiającym św. Wojciecha.

## Architektura
Kościół jest obecnie trójnawową, orientowaną bazyliką z węższym i niższym prezbiterium, zamkniętym półkolistą absydą i pięciokondygnacyjną wieżą od zachodu. Korpus nawowy zbliżony jest do kwadratu, nawa główna czteroprzęsłowa (przęsła w formie prostokątów leżących), a nawy boczne pięcioprzęsłowe (o kwadratowych przęsłach). Północna nawa boczna zakończona jest niewielką wieżyczką komunikacyjną o kolistym kształcie, a ponad wschodnim przęsłem korpusu nawowego umieszczono niewielką sygnaturkę zwieńczoną cebulastym hełmem sześciopolowym.

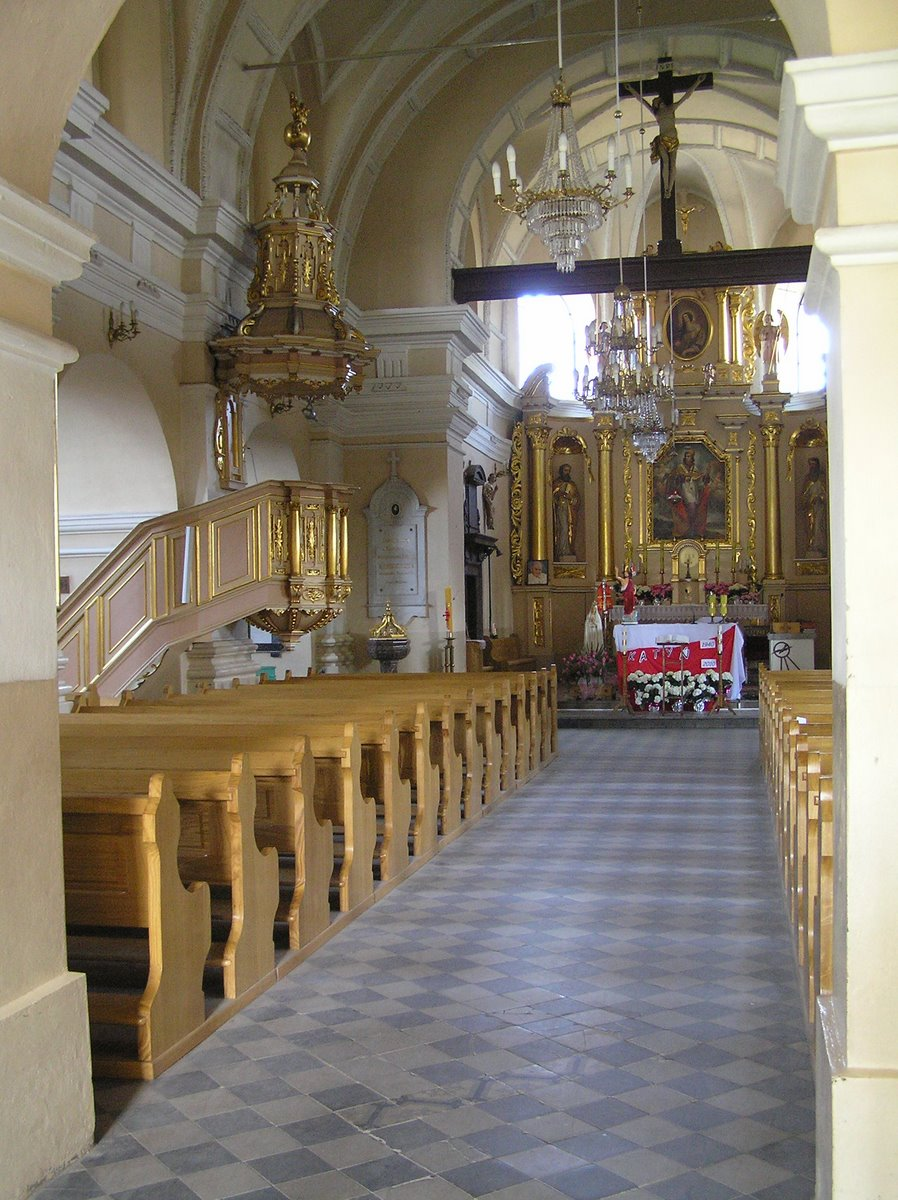
Wnętrze kościoła

W kościele zastosowano sklepienie kolebkowe z lunetami, na gurtach o późnorenesansowej dekoracji stiukowej typu kalisko-lubelskiego. Z prezbiterium do zakrystii prowadzi wejście przez barokowy marmurowy portal z herbem Poraj i epitafium zmarłych członków rodziny Pstrokońskich w zwieńczeniu. W kaplicy Matki Bożej tablica erekcyjną kościoła z 1642 r. Ołtarze barokowe. W głównym ołtarzu znajduje się obraz Matki Bożej z XVII w. w sukience z połowy XIX w. Drugi obraz, na zasuwie, przedstawia św. Wojciecha – patrona kościoła. W ołtarzu umieszczone są także figury św. Piotra i św. Pawła, a nad obrazem Matki Boskiej znajduje się, w tondze, obraz przedstawiający św. Katarzynę. W nawie żeńskiej (na prawo od wejścia) znajduje się ołtarz św. Anny, w nawie męskiej (na lewo od wejścia) obraz św. Józefa. Kolejny ołtarz, z obrazem Matki Bożej Burzeńskiej oraz figurami św. Kazimierza Królewicza i św. Jana Nepomucena, umieszczony jest w kaplicy południowej. Na belce tęczowej krucyfiks barokowy z XVII w. Krata kuta żelazna z przełomu XVII i XVIII w. o motywach wici roślinnych. Misa chrzcielna gotycka z XV w. z poprzedniego kościoła. W kościele znajduje się także 8 tablic epitafijnych z XIX i XX w.
Cmentarz przykościelny otoczony ośmiobocznym murem o charakterze obronnym z wnękami od wewnątrz i otworami strzelniczymi o wykroju kluczowym. Do kościoła prowadzi XVIII-wieczna brama o formach barokowych, flankowana dwiema symetrycznymi furtkami. W kościele pochowani zostali m.in.: biskup Stanisław Pstrokoński (zm. 17 czerwca 1657 r.), Spytek Rogacjan Pstrokoński (zm. w 1687 r.), Konstanty Tymieniecki (zm. 17 sierpnia 1814 r.).